# Zvani
Zvani è un film muto italiano del 1916 diretto e interpretato da Gino Zaccaria.